# Vorontsovita
La vorontsovita és un mineral de la classe dels sulfurs, que pertany al grup de la galkhaïta. Rep el nom per la localitat tipus, però també fa honor a l'enginyer de mines Vladimir Vasilyevich Vorontsov (1842 – 1908), superintendent del districte miner de Bogoslovski.

## Característiques
La vorontsovita és una sulfosal de fórmula química (Hg₅Cu)Σ6TlAs₄S₁₂. Va ser aprovada com a espècie vàlida per l'Associació Mineralògica Internacional l'any 2016, i la primera publicació data del 2018. Cristal·litza en el sistema isomètric. La seva duresa a l'escala de Mohs és 3,5. És l'anàleg amb tal·li de la galkhaïta i de mercuri de la ferrovorontsovita. Químicament es troba relacionada amb la routhierita.
L'exemplar que va servir per a determinar l'espècie, el que es coneix com a material tipus, es troba conservat a les col·leccions del Museu mineralògic Fersman, de l'Acadèmia Russa de les Ciències, a Moscou (Rússia), amb el número de registre: 4917/1.

## Formació i jaciments
Va ser descoberta al dipòsit d'or de Vorontsovskoe, a Turinsk, prop el riu Turya (óblast de Sverdlovsk, Rússia). Es tracta de l'únic indret de tot el planeta on ha estat descrita aquesta espècie mineral.